# P2 – Svenskt Vrakskydd
P2 - Svenskt Vrakskydd är en organisation som startades av dykare i syfte att jobba för bevarandet av skeppsvrak i svenska vatten.
Organisationen jobbar genom att sprida information och debattera. Bland annat har organisationen tagit fram en folder för dykare som heter Vrakvett.
Den handlar om hur man dyker varsamt vid vrak. Foldern innehåller tips på hur man ankrar för att göra så liten åverkan som möjligt på vrak.
Organisationens huvudbudskap är att vrak är kulturskatter som generellt bör bevaras på plats och vara tillgängliga för dykupplevelser och forskning.
Organisationen vill främja vrakdykning och är främst emot bärgning från vrak och onödig skadegörelse.

## Historia
Föreningen startade i kölvattnet av den uppmärksammad bärgningen från vraket Hesperus. Den bröt mot fornminneslagen avseende en skeppsklocka från vraket efter Hesperus vid Märket i Ålandshav. Utkomsten av debatten som tog fart i maj 2002 var att man kallade till ett möte i juni 2002 för att bilda en förening mot bärgning från vrak. Vid ett andra möte i slutet juli 2002 tillsattes en interimsstyrelse.

## Namnet
Protect & Preserve - Svenskt Vrakskydd, ofta förkortat P2 - Svenskt Vrakskydd eller bara P2.
Namnet var en kompromiss vid föreningens bildande som sedan blev permanentat. Målsättningen med namnet var att ha något internationellt gångbart, något som kan förkortas på ett bra sätt, något som var tydligt om verksamhet och geografiskt område.

## Föreningens målsättningar
BEVARA VRAK I SVENSKA VATTEN
För dykupplevelser och historiska värden idag och i framtiden
1. Vara en intresseorganisation för dykare och andra som intresserar sig för vrak och andra lämningar, som ligger i hav, insjöar och vattendrag.
2. Öka medvetenheten om det kulturhistoriska värdet i att bevara vrak i deras naturliga miljö.
3. Verka för att man även i fortsättningen kan uppleva bevarade vrak genom dykning.
4. Verka för åtgärder som främjar vrakens bevarande på botten.
5. Verka för att bärgning endast sker i enlighet med svensk lag.
6. Agera för en samverkan mellan olika organisationer med intresse i vrak.
7. Utgöra en opinionsbildare till förmån för vrakens bevarande.
8. Utgöra en informationspol angående lagar, föreskrifter och regler rörande vrak.

Föreningens målsättningar är riktlinjer för föreningens verksamhet och skall dels leda föreningen i dess arbete, men även presentera vad föreningen står för åt utomstående.

## Verksamhet
Föreningen har under hela sin tid varit aktiv som debattör i vrakfrågor, och då främst bärgningsdebatter på Internet och en stor del av verksamheten har gått ut på att skapa uppmärksamhet kring vrakfrågan. Man har bland annat deltagit i TV-intervju, ställt ut på Mässan Allt För Sjön 2005, håll föredrag hos olika organisationer, deltagit i Dykningens Dag genom att visa upp föreningen. Föreningen har även genomfört en del försök med bojning av vrak, utgjort remissinstans till lagförslaget "Förslag till ändring i lagen (1988:950) om kulturminnen m. m." (Regeringskansliet Ku2008/2184/KT) och genomför medlemsaktiviteter i form av studiebesök. Föreningen har även medverkat till, blivit omnämnd i och skrivit tidningsartiklar relaterade till vrak och vrakdykning.
Föreningen försöker öka medvetenheten om vrakskyddsfrågan, vara en samlingspunkt för och gynna vrakdykning, samt samarbeta med andra parter för att uppnå mål.

## Vrakvett
Föreningen lanserade 2003 ett koncept som kallas för ”Vrakvett” och är inspirerat av Sjöfartsverkets ”Sjövett”. Vrakvett är sex förhållningsregler med förklarande underrubriker om hur man kan genomföra mer ansvarsfull vrakdykning genom enkla egna åtgärder, och därmed minimera den skadliga effekt som vrakdykning har på vrak.
1. Informera dig om vrakplasen – Ta reda på fakta, förutsättningar och lokala bestämmelser
2. Ankra inte i vraket – Använd förtöjningsmetoder som inte skadar vraket
3. Använd lämplig utrustning – Anpassa utrustningen för vrakdykning och rådande förhållanden
4. Dyk varsamt – Tänk på avvägning, simteknik och minimera kontakt med vraket
5. Ta inget från vraket – Låt vrakdetaljerna vara kvar
6. Skräpa inte ner – Lämna inga sopor eller klotter efter dig

## Ordförandelängd
- 2002-2008 - Mattias Paulsson
- 2009-2016 - Pär Ahlgren